# Archidiecezja Southwark
Archidiecezja Southwark – archidiecezja Kościoła rzymskokatolickiego w południowo-wschodniej Anglii, obejmująca hrabstwo Kent oraz dzielnice Londynu położone na południe od Tamizy. Siedzibą biskupów jest Londyn, a dokładniej jego dzielnica Southwark, od której archidiecezja czerpie swoją nazwę. Diecezja Southwark powstała 29 września 1850. W 1965 roku została podniesiona do rangi archidiecezji.

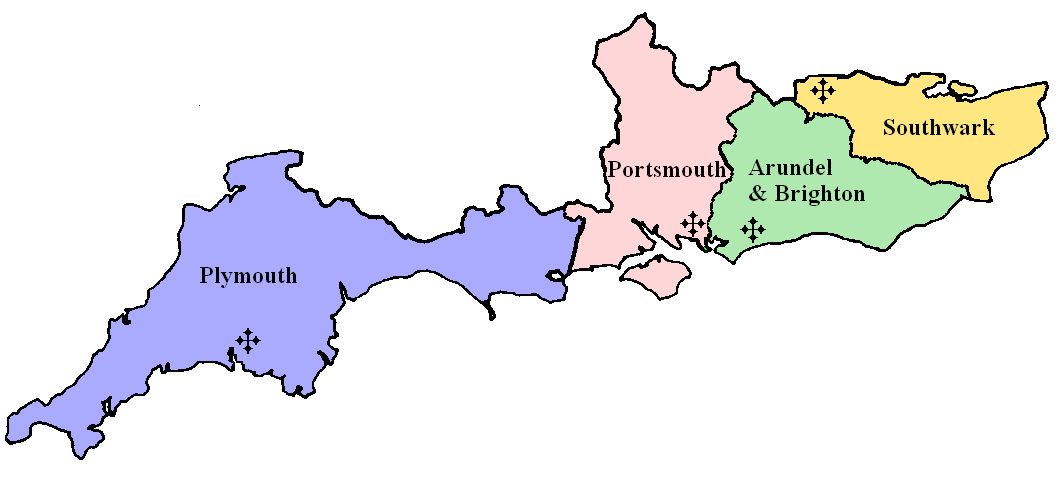
Archidiecezja na mapie metropolii (zaznaczona na żółto)